# كينجي هامادا
كينجي هامادا (浜田賢二 هامادا كينجي) هو مؤدي أصوات ياباني ولد في 12 أبريل 1972 في محافظة فوكوكا.

## أدواره في الأنمي

### مسلسلات أنمي تلفزيونية
- بليتش - هيورينمارو
- البدلة المتنقلة جاندام 00 - باتريك كولاساور
- ون بيس - كيلر
- سفن غوست - هيوغا
- غوست هنت - هوشو تاكيغاوا
- بارادايس كيس - جورج كويزومي
- كانان - مينورو مينوريكاوا
- ديول ماسترز - شوري كيريفودا
- آيشيلد 21 - إيتشيرو تاكامي، أتسشي موناكاتا
- سكيب بيت! - تاكينوري ساوارا
- ناروتو - شيبي أبورامي، فوغاكو أوتشيها
- ناروتو شيبودن - شيبي أبورامي، فوغاكو أوتشيها
- باسكواش! - جيمس لون
- خيميائي الفولاذ FULLMETAL ALCHEMIST - فاتو فالمان، باري القاطع (الجسد الحقيقي)
- كلايمور - داف
- ابنة ذو العشرين وجه - أكيتشي
- غوين ساغا - تايران
- زامد الذكرى الضائعة - آم
- أولينسيس الفضي - ميسون
- دانس إن ذا فامباير باند - الدوق روزينمان
- الرمية الكبرى: بطولة الصيف - روكا ناكازاوا
- تنبو إيبون أياكاشي أياشي - أبيه ماساهيرو
- باكومان - تارو كاواغوتشي/نوبوهيرو ماشيرو
- شيكاباني هيمي: أكا - مدير أعمال كون أوساكي
- هايسكول اوف ذا ديد - مادّو
- المتحري الروحي ياكومو - شونسكي تاكيدا
- جانجريف - هاري مكداول (أيام الشباب)
- شاكوغان نو شانا III(فاينل) - إرنست فريدر
- إينيشال دي Fifth Stage - كوباياكاوا
- جاليلي دونا - هيرمان هانس
- كرة سلة كوروكو - تيبّيه كيوشي
- أرجيفولون - لورنتز جوليانو
- الخيانة تعرف إسمي - فويوتوكي كوريها
- طموحات أودا نوبونا - سوغيتاني زينجورو
- معرض الفن المزيف - وينستون
- عشيقة (مؤقتة) - سيرج جان لومير
- وورلد تريغر - هارواكي أزوما
- التلميذ المتخلف في ثانوية السحر - كوتارو تاتسومي
- ماجيك كايتو 1412 - جاك كونري
- بوكيمون إكس/واي - شيرمان
- مغامرة جوجو الغريبة: الماس لا ينكسر - أنجورو كاتاغيري
- الخادم الأسود: فصل الساحرة الزمردية - دييديريش

### أفلام أنمي
- فيلم البدلة المتنقلة جاندام 00: أ ويكينينغ أوف ذا تريلبليزر - باتريك كولاساور
- فيلم ناروتو شيبودن: البرج المفقود - شيبي أبورامي

## أدواره في ألعاب الفيديو
- سلسلة ألعاب ستريت فايتر
  - سوبر ستريت فايتر IV - دي جاي
  - سوبر ستريت فايتر IV آركيد إديشن - دي جاي
  - ألترا ستريت فايتر IV - دي جاي
- تيلز أوف ليجنديا - سفين
- تيلز أوف سيمفونيا: دون أوف ذا نيو وورلد - ريختر آبند
- تيلز أوف فرسس - ريختر آبند
- كرة سلة كوروكو: روابط المستقبل - تيبّيه كيوشي
- فاير إمبلم أويكينينغ - ينفاي
- سلسلة ألعاب إس دي جاندام جي جينيريشن
  - إس دي جاندام جي جينيريشن أوفر وورلد - باتريك كولاساور

## وصلات خارجية
- كينجي هامادا على موقع IMDb (الإنجليزية)
- كينجي هامادا على موقع ميوزك برينز (الإنجليزية)
- كينجي هامادا على موقع قاعدة بيانات الفيلم (الإنجليزية)
- كينجي هامادا على موقع كينوبويسك (الروسية)
- كينجي هامادا على موقع ANN person (الإنجليزية)